# Municipio de Wheatland (condado de Will)
El municipio de Wheatland (en inglés: Wheatland Township) es un municipio ubicado en el condado de Will en el estado estadounidense de Illinois. En el año 2010 tenía una población de 81472 habitantes y una densidad poblacional de 878,21 personas por km².

## Geografía
El municipio de Wheatland se encuentra ubicado en las coordenadas 41°40′54″N 88°12′8″O / 41.68167, -88.20222. Según la Oficina del Censo de los Estados Unidos, el municipio tiene una superficie total de 92.77 km², de la cual 91.91 km² corresponden a tierra firme y (0.93%) 0.86 km² es agua.

## Demografía
Según el censo de 2010, había 81472 personas residiendo en el municipio de Wheatland. La densidad de población era de 878,21 hab./km². De los 81472 habitantes, el municipio de Wheatland estaba compuesto por el 73.73% blancos, el 6.29% eran afroamericanos, el 0.13% eran amerindios, el 15.45% eran asiáticos, el 0.03% eran isleños del Pacífico, el 1.84% eran de otras razas y el 2.52% pertenecían a dos o más razas. Del total de la población el 7.6% eran hispanos o latinos de cualquier raza.